# Марянув (гміна Вольбуж)
Марянув (пол. Marianów) — село в Польщі, у гміні Вольбуж Пйотрковського повіту Лодзинського воєводства.
Населення — 26 осіб (2011).
У 1975-1998 роках село належало до Пйотрковського воєводства.

## Демографія
Демографічна структура станом на 31 березня 2011 року:
|          | Загалом | Допрацездатний вік | Працездатний вік | Постпрацездатний вік |
| -------- | ------- | ------------------ | ---------------- | -------------------- |
| Чоловіки | 11      | 1                  | 9                | 1                    |
| Жінки    | 15      | 2                  | 11               | 2                    |
| Разом    | 26      | 3                  | 20               | 3                    |